# 타시비시

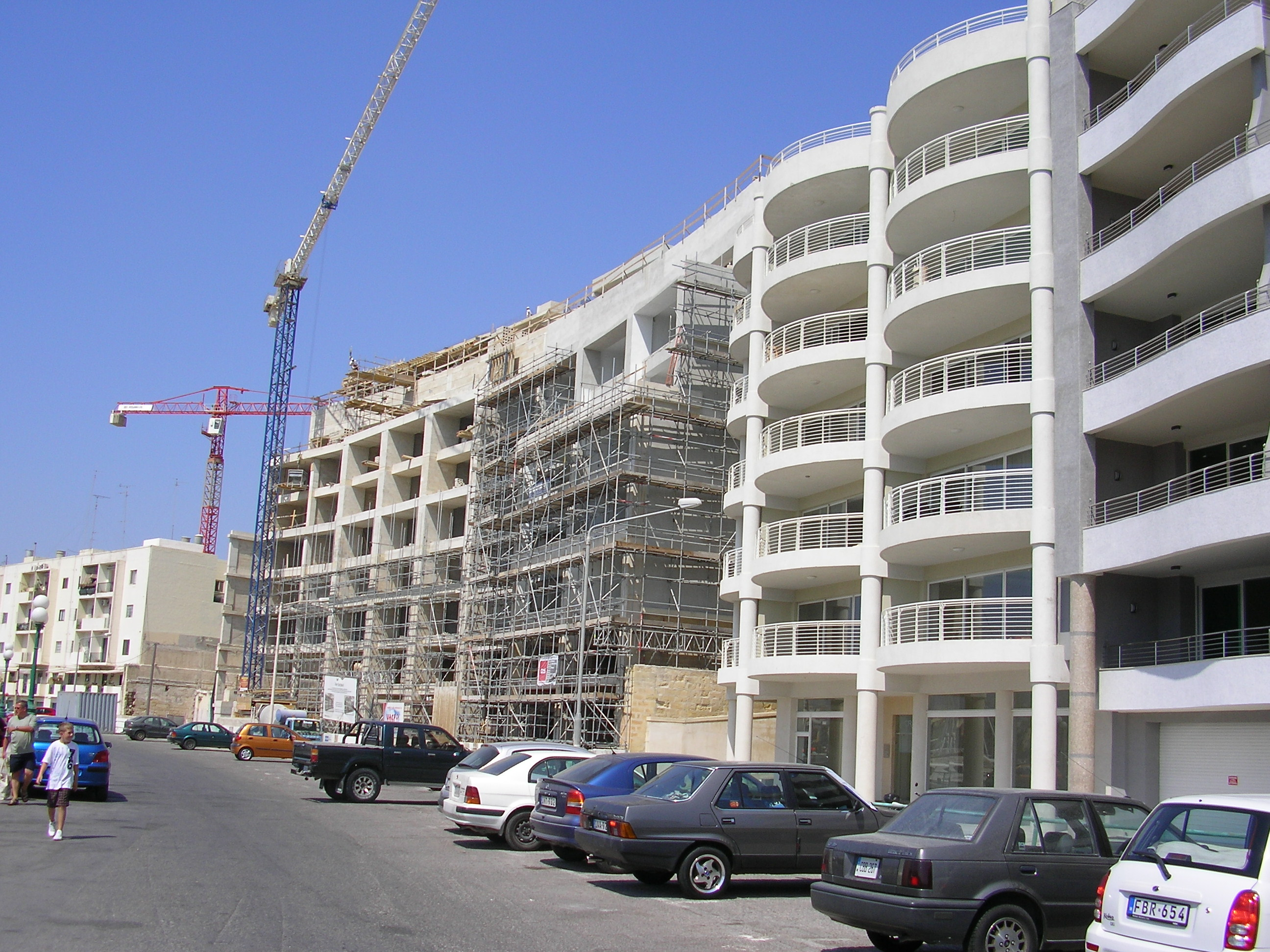
타시비시의 빌딩 공사 현장

타시비시의 위치

타시비시(몰타어: Ta' Xbiex)는 몰타 남동부에 위치한 도시로 면적은 0.3km2, 인구는 1,860명(2005년 기준), 인구 밀도는 6,200명/km2이다.

시기